# Заикин, Трифон Григорьевич
Трифон Григорьевич Заикин (7 февраля 1910, с. Сетовка, Алтайский край — 24 ноября 1983) — советский архитектор.

## Биография
Трифон Григорьевич Заикин родился 7 февраля 1910 года в селе Сетовка Алтайского края. В 1931 году окончил Томский строительный техникум. В 1936 году вступил в Союз архитекторов СССР.
Во время Великой Отечественной войны служил в бомбардировочной авиации дальнего действия при ставке Верховного командования.
После окончания войны работал в техническом бюро при Академии архитектуры СССР. Работал в проектных мастерских Московского архитектурного института, где совместно с Я. А. Корнфельдом проектировал и строил дворцы культуры. С 1948 года работал в управлении Моспроект-1. По проектам Т. Г. Заикина в Москве был построен ряд жилых домов. Его типовые газовые котельные строились во многих городах страны. По его проектам также строились типовые АТС.
С 1930-х годов принимал участие в архитектурных конкурсах, ряд его работ был удостоен премий.
Умер 24 ноября 1983 года.

## Основные работы

### В Москве
- 9-этажный жилой дом на Бережковской набережной, 12[3] (1945; в соавторстве с архитектором И. Н. Кастелем)
- Жилой дом на улице Земляной Вал, 39, стр. 1 (1939—1953, в соавторстве с архитектором И. Н. Кастелем)[5][3] — исторически ценный градоформирующий объект[6]
- Жилой дом на Валовой улице, 6 (1950—1951, в соавторстве с архитектором И. Н. Кастелем и инженером Ю. А. Дыховичным)[7][3]
- Комплексная застройка жилых домов и зданий культурно-бытового обслуживания на Звёздном бульваре[3]
- 17-этажный дом из вибропрокатных панелей на проспекте Мира, 110 (1966)[8]
- 25-этажный жилой дом на проспекте Мира, 184, корп. 2 (1969; в соавторстве с архитектором В. С. Андреевым, инженерами И. В. Беллавиным и В. М. Меламедом)[3]
- Гостиница «Космос» (1979; в соавторстве с архитектором В. С. Андреевым и В. В. Стейскалом)[9]

### В других городах
- Кинотеатр имени А. С. Пушкина в Челябинске (1935—1937; в соавторстве с архитектором Я. А. Корнфельдом)[10] — объект культурного наследия регионального значения[11]
- Дворец культуры завода «Красный Октябрь» в Волгограде (1950—1962; в соавторстве с архитектором Я. А. Корнфельдом)[4][12] — объект культурного наследия регионального значения[13]
- Дворец культуры железнодорожников в Брянске (1955; в соавторстве с архитектором Я. А. Корнфельдом)[4]
- Дворец культуры Горьковского автозавода в Нижнем Новгороде (1956—1961; в соавторстве с инженерами Ю. А. Дыховичным и Е. Ф. Беловой)[3][14]
- Дворец культуры имени В. И. Ленина в Перми (1963; в соавторстве с архитектором Я. А. Корнфельдом)[15] — объект культурного наследия регионального значения[16]

## Награды
- Медаль «За взятие Берлина»[1]
- Медаль «За взятие Кёнигсберга»[1]
- Медаль «За победу над Германией в Великой Отечественной войне 1941—1945 гг.»[1]